# Sikorsky UH-60 Black Hawk
Pour les articles homonymes, voir H-60 et Black hawk.
Le UH-60 Black Hawk est un hélicoptère de manœuvre et d'assaut moyen de l'armée américaine.

## Historique
Conçu par Sikorsky Aircraft Corporation pour remplacer le UH-1 Huey qui devenait obsolète, il est en concurrence avec le Boeing Vertol YUH-61 (en) dans le cadre du programme Utility Tactical Transport System (UTTAS).
Le premier des trois prototypes YUH-60 effectua son premier vol le 17 octobre 1974.
Il est admis au service actif en 1979.
Le remplacement du Huey par le Black Hawk ne se fit pas nombre pour nombre à cause du prix élevé de l'appareil ; les unités les plus importantes étant celles prioritairement dotées de cette nouvelle machine.
Il emporte jusqu'à trois membres d'équipage et de onze à quatorze hommes de troupe, ou quatre blessés couchés.
La présence de deux grandes portes coulissantes des deux côtés du fuselage permettent un chargement/déchargement rapide de l'appareil. Son coût est élevé, mais le Black Hawk est un bon hélicoptère tactique qui possède d'excellentes qualités de vol et une bonne maniabilité.

## Versions
L'UH-60 a été décliné en de nombreuses versions, soit pour les forces armées des États-Unis, soit pour de nombreux clients militaires ou civils, américains ou étrangers.
- UH-60A Black Hawk : première version destinée à des tâches utilitaires (transport tactique), construite à l'origine pour l'US Army ; les versions ayant le suffixe "A" sont équipées de turbomoteurs T700-GE-700 de 1 543 ch. La cabine passager fait 3,84 m de long pour 1,88 de large et 1,37 de haut.
  - UH-60A « special operations aircraft » : UH-60A utilisées par le 160th Special Operations Aviation Regiment (Airborne) [160th SOAR (A)], équipées de réservoirs supplémentaires et d'un système de navigation amélioré
- MH-60A Black Hawk (« Velcro Hawk ») : dérivée du UH-60A « special operations aircraft », équipée d'une perche de ravitaillement en vol, d'une tourelle avec un FLIR et de miniguns remplaçant les M60. Surnommé « Velcro Hawk » car la plupart de ces équipements ont été rajoutés après la sortie d'usine des machines. Utilisée par le 160th SOAR (A).
- SH-60B Seahawk : version embarquée sur petits bâtiments (frégates, destroyers et croiseurs) et chargée de la lutte anti-sous-marine, destinée à l'US Navy
- VH-60D Nighthawk : version de transport VIP, utilisée par la flotte présidentielle
- SH-60F Oceanhawk : version très proche du SH-60B, mais destinée à être embarquée sur porte-avions.
- HH-60G Pave Hawk : version des unités CSAR de l'US Air Force
- MH-60G Pave Hawk : version des forces spéciales de l'US Air Force, quasi identique au HH-60G
- HH-60H Rescue Hawk : dérivée du SH-60B destinée aux missions CSAR (recherche et sauvetage de pilotes tombés en territore ennemi) et NSW (Naval Special Warfare, terme désignant les opérations spéciales dans l'US Navy).
- HH-60J Jayhawk : version de sauvetage utilisée par l'US Coast Guard
- MH-60K Black Hawk : version spécialement construite pour le 160th SOAR (A), équipée d'un radar de suivi de terrain très perfectionné dont la mise au point et l'intégration dans la cellule du Black Hawk a pris huit ans de mise au point
- UH-60L Black Hawk : les versions avec un suffixe "L" sont équipées de moteurs T-700-GE-701C et de parties dynamiques améliorées. Le UH-60L est la version de transport utilitaire ; une partie de la flotte d'UH-60A de l'US Army a été transformée en UH-60L
- MH-60L Black Hawk : version construite pour le 160th SOAR (A) comme appareil d'intérim en attendant le MH-60K.
  - MH-60 « C3 » (Command, control, communications) : MH-60L modifiée en interne au 160th SOAR (A) pour servir de poste de commandement volant pour les opérations du régiment, équipée de six écrans en cabine pouvant afficher des cartes numériques, onze radios avec diverses fréquences
  - MH-60 DAP (Defensive Armed Penetrator ou Direct Action Penetrator, et souvent appelée à tort AH-60L) : MH-60L équipée de moignons d'ailes pour l'emport d'armement, y compris deux Chain gun M230 de calibre 30 mm et quatre pylônes similaires à ceux de l'AH-64 Apache
- UH-60M Black Hawk : les versions avec un suffixe « M » sont équipées de moteurs T-700-GE-701D, de parties dynamiques améliorées et d'une nouvelle avionique "tout écran". Le UH-60M est la version de transport utilitaire ; une partie de la flotte d'UH-60A et UH-60L de l'United States Army doit être transformée en UH-60M.
- UH-60V : UH-60A et UH-60L de l'United States Army revalorisées avec une avionique "tout écran" quasiment identique au UH-60M. Premier vol en janvier 2017, entrée en service le 27 juillet 2021. À cette date, il était prévu que 760 UH-60L soient modifiés[3].
- VH-60N Nighthawk : version améliorée du VH-60D, utilisée par la flotte présidentielle
- UH-60Q Black Hawk : version d'évacuation médicale du UH-60A
- MH-60R Seahawk : version multirôle destinée à remplacer à la fois les SH-60B et SH-60F de l'US Navy
- MH-60S Knight Hawk : version destinée à assurer le transport de matériel et personnels entre les navires de l'US Navy ; pas de capacité offensive, mais peut être armée d'équipements d'autoprotection
- MH-60T Jayhawk : version modernisée du HH-60J Jayhawk pour l'US Coast Guard.
- MH-60U Ghosthawk : version dérivée de l'UH-60M Blackhawk, utilisée par l'US Air Force à quatre exemplaires[4].

## Utilisateurs

### Militaires
[Quand ?]
- Albanie 3
- Arabie saoudite
  - Aviation des forces terrestres royales saoudiennes - 43
  - Garde nationale d'Arabie saoudite (en) - 20

- Australie
  - Australian Army Aviation - 34

- Autriche
  - Force aérienne autrichienne - 9 (+3 en commande)

- Bahreïn
  - Force aérienne royale de Bahreïn - 8

- Brésil
  - Force aérienne brésilienne - 16
  - Armée de terre brésilienne - 3
  - Marine brésilienne - 0 (+6 en commande)

- Brunei
  - Royal Brunei Air Force - 12

- République populaire de Chine
  - Aviation des forces terrestres de l'Armée populaire de libération - 23

- Colombie - plus de 100 en 2017, second opérateur en nombre d'UH-60 hors constructions sous licence[5] -
  - Force aérienne colombienne - 24
  - Armée nationale colombienne - 55
  - Police nationale (Colombie) : 11 UH-60L livrés à partir de fin 1999, dont 9 sont actifs en septembre 2022, 10 UH-60A livrés à partir de mi-2017, 12 UH-60A+ livrés à partir du 15 septembre 2022, soit 31 UH-60 prévus au total sur 34 devant être livrés à cette date[6].

- Croatie
  - Forces de l'armée de l'air et de défense aérienne de la république de Croatie - 4 UH-60M en commande en 2019[7]

- Corée du Sud
  - Force aérienne de la république de Corée - 29
  - Armée de terre de la république de Corée - 68
  - Marine de la république de Corée - 8

- Égypte
  - Armée de l'air égyptienne - 2

- Émirats arabes unis
  - Force aérienne des Émirats arabes unis - 59

- États-Unis
  - United States Air Force - (voir HH-60 Pave Hawk)
  - United States Army - 2146
  - United States Marine Corps - (voir VH-60 présidentiel)

- Israël
  - Force aérienne et spatiale israélienne - 48

- Japon
  - Force aérienne d'autodéfense japonaise - 35 (voir Mitsubishi H-60)
  - Force terrestre d'autodéfense japonaise - 36 (voir Mitsubishi H-60)
  - Force maritime d'autodéfense japonaise - 112 (voir Mitsubishi H-60)

- Jordanie
  - Force aérienne royale jordanienne - 10

- Lituanie
  - Force aérienne militaire lituanienne - 4 UH-60M commandés en novembre 2020 pour une livraison en 2024[8]

- Mexique
  - Force aérienne mexicaine - 4
  - Marine mexicaine - 3

- Maroc
  - Groupement aérien de la gendarmerie royale - 2

- Portugal

- 4 (5 en commande pour être délivré jusqu’à 2026)
- Suède
  - Force aérienne suédoise - 15 UH-60M livrés entre décembre 2011 et avril 2013, premier utilisateur européen de cette version[9].

- Taïwan
  - Force aérienne de la république de Chine - 13. Un accidenté le 2 janvier 2020 faisant huit morts, dont le chef d'état-major de l'Armée de la république de Chine, et cinq blessés[10].
  - Armée de terre de la république de Chine - 8
  - Marine de la république de Chine - 18
  - Corps national de service aéroporté - 15 UH-60M destinés originellement à ce service achetés en 2010. Un a été accidenté en 2018, 9 sont en service le 1er janvier 2020, les 6 derniers sont prévus en août 2020[11].

- Thaïlande
  - Armée royale thaïlandaise - 10

- Turquie
  - Armée de l'air turque (6 T-70 sur commande)
  - Armée de terre turque 58 avec 31 autres T-70 sur commande

- Tunisie
  - Armée de l'air tunisienne - 8[12]

- Ukraine
  - Force aérienne ukrainienne - 2 en mars 2024

### Civils
Le programme FLRAA (en), lancé par l'US Army en 2019, vise à développer un appareil d'assaut à long rayon d'action destiné à remplacer le Black Hawk. En effet, ces derniers commencent à être âgés et il est temps pour l'armée américaine de faire de la place dans sa flotte. Ainsi, depuis quelques années, l'armée américaine décommissionne plusieurs de ses Black Hawk afin de les revendre à des opérateurs privés. Une bonne affaire pour ces nouveaux acquéreurs, car ces hélicoptères sont peu chers, et possèdent des performances très intéressantes. Plusieurs entreprises privées ont donc intégrées cet hélicoptère dans leur flotte pour des missions de lutte contre les feux de forêts et de travail aérien. C'est notamment le cas de Firehawk Helicopters (9 exemplaires), Timberline Helicopters (5 exemplaires), et CAL FIRE (en) (16 S-70i, version export) aux États-Unis, et Aerotech Helicopters (6 exemplaires) en Australie. En République Tchèque, European Air Services opère 4 Black Hawk pour des missions d'entrainement de forces armées, intégrés au sein de la Slovak Air Academy.

## Surnom officiel
Contrairement à la tradition des hélicoptères utilisés par les unités de cavalerie aéroportée de l'US Army, le surnom officiel de l'UH-60, Black Hawk, n'est pas le nom d'une tribu indienne américaine mais celui d'un chef de la tribu des Sauk et Fox nommé Black Hawk.

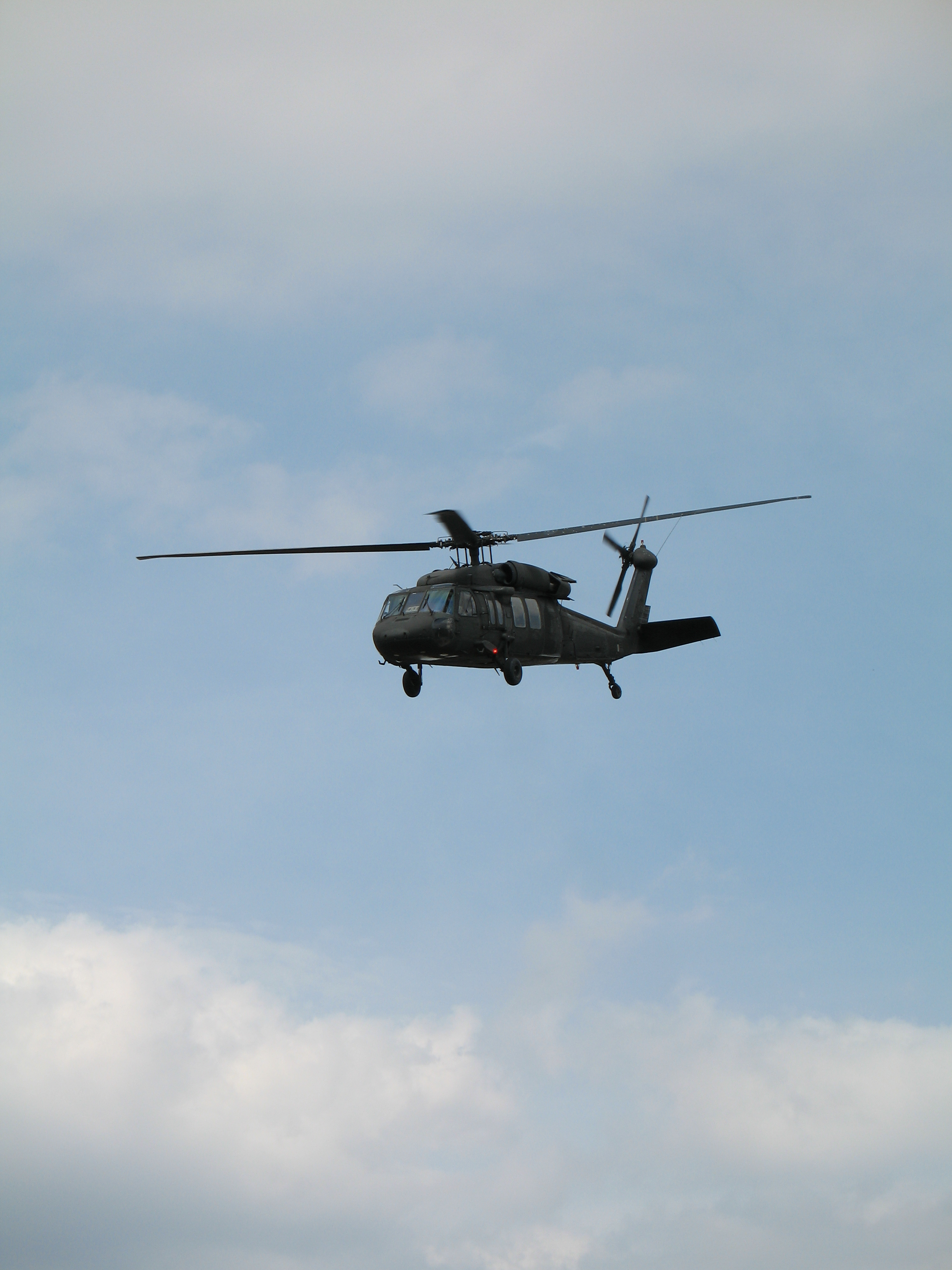
Un Black Hawk en vol

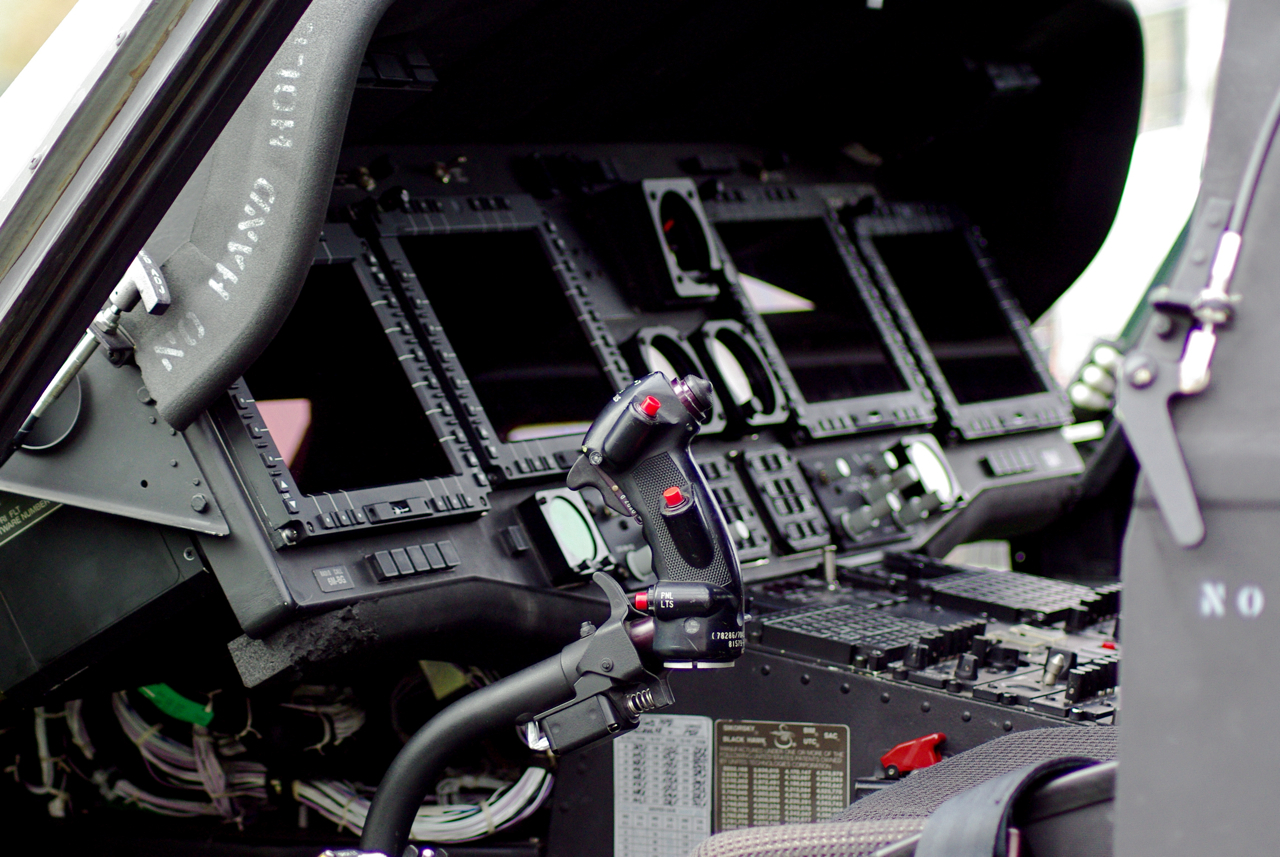
Poste de pilotage du Black Hawk en 2008

## Une version furtive?
Le 2 mai 2011, une équipe de commandos SEAL du Team Six de l'US Navy attaque la résidence d'Oussama Ben Laden au Pakistan. Lors de cette attaque, un hélicoptère Black Hawk victime d'une avarie technique est abandonné sur place par les commandos SEAL après avoir été en grande partie détruit par plusieurs charges d'explosifs (procédure standard pour éviter que des éléments sensibles soient récupérés). Néanmoins, il subsiste sur place plusieurs éléments, principalement du rotor de queue, qui ont étonné de nombreux analystes militaires et laissé penser qu'il s'agit d'une version inconnue de l'hélicoptère Black Hawk ayant subi d'importantes modifications pour réduire ses signatures radar et sonore.
Un ancien expert aérien des opérations spéciales explique au magazine Army Times que la forme du fuselage du Black Hawk détruit ressemble à celle du bombardier furtif F-117 : « Cela n'a pas grand-chose à voir avec un Black Hawk classique », déclare-t-il. Une image des débris de l'hélicoptère montre une sorte de capot circulaire sur le rotor de queue de l'appareil, ce qui d'après les experts devrait réduire sensiblement le bruit des pales et donc ne pas permettre aux personnes au sol d'anticiper l'attaque. Des témoins, habitant non loin de la dernière demeure d'Oussama Ben Laden, ont expliqué ne pas avoir entendu arriver les hélicoptères avant qu'ils soient au-dessus d'eux.
Dan Goure, un ancien du ministère américain de la défense, aujourd'hui expert du Lexington Institute (en), interrogé par ABC News, explique : « C'est une première. Vous ne savez pas ce qui est en train d'arriver sur vous. Et c'est ce qui est important. Car ces appareils arrivent vite et à très basse altitude et si le son ne vous permet pas de savoir qu'ils se dirigent vers vous, vous ne pouvez pas réagir avant qu'il soit trop tard… Cela a clairement participé au succès de l'opération. »

## L'avenir
Il est prévu, dans les années 2020, des turbines d'hélicoptère plus puissantes et moins chères à l'entretien, élaborées dans le cadre de l´Advanced Affordable Turbine Engine. Le futur moteur, soit Honeywell/Pratt & Whitney HPW3000, soit General Electric GE3000, devra avoir une puissance de 3 000 ch, soit une augmentation de 50 % de puissance par rapport à l'actuel moteur General Electric T700, avoir une réduction de consommation de carburant de 25 %, permettre une diminution de 35 % des frais de maintenance et une durée de vie plus longue de 20 %. Une production initiale à faible taux est prévue à partir de 2022/2023.
Son remplacement devrait avoir lieu à partir du milieu des années 2030 par un appareil dont on estime en janvier 2014 que le premier vol devrait avoir lieu en 2017.
Le 16 mars 2020, le Bell V-280 Valor et le gyrodyne Sikorsky-Boeing SB-1 Defiant sont choisis en finale.
L'armée australienne va commander des Black Hawk pour remplacer ses MRH90, version locale des Caïmans de l'armée française.

## Apparitions dans les médias
Le nom de cet appareil a inspiré le titre du livre de Mark Bowden sur les combats de Mogadiscio du 3 et 4 octobre 1993, Black Hawk Down, dont le titre français est La Chute du faucon noir.
Deux MH-60 Black Hawk infiltrent le groupe de Ding Chavez dans le film Danger immédiat, adapté du roman homonyme de Tom Clancy (dans le roman, c'est un MH-53J Pave Low III qui remplit ce rôle).
Dans le film Ghost Rider, lorsque Johnny Blaze tente un saut de 90 mètres au-dessus de 6 de ces hélicoptères.
Une version améliorée, furtive apparaît dans le film Zero Dark Thirty, relatant l'histoire des équipes de SEAL ayant tué Oussama ben Laden.
Apparition de deux Black Hawk dans le film Sicario : La Guerre des cartels à 43 min 53 secondes.
Dans la série Designated Survivor, le nom des Black Hawk est utilisé par le personnage principal et ils apparaissent à l'écran durant l'épisode 14 de la saison 1.
Dans le film Fast and Furious: Hobbs and Shaw, l'hélicoptère des méchants qu'ils accrochent à des dépanneuses est un  UH-60 Black Hawk.

### Jeu vidéo
- Ace Combat: Assault Horizon
- Act of War: Direct Action
- ARMA: Armed Assault
- ARMA II
- ARMA III
- Battlefield 2
- Battlefield: Bad Company
- Battlefield: Bad Company 2
- Call of Duty 4: Modern Warfare
- Call of Duty: Ghosts
- Call of Duty: Modern Warfare 2
- Call of Duty: Modern Warfare 3
- Delta Force: Black Hawk Down
- Delta Force: Black Hawk Down - Team Sabre
- Operation Flashpoint: Cold War Crisis
- Tom Clancy's Ghost Recon Advanced Warfighter 2
- Wargame: AirLand Battle
- Wargame: European Escalation
- War Rock

### Autres
- L'équipe du jeu Grand Theft Auto IV s'en est également inspirée pour modéliser l'Annihilator.
- De plus, il apparaît dans le manga Zipang.
- Mercenaries
- Un hélicoptère de Saint Row The Third et Saint Row IV, nommé "Eagle", est inspiré du Black Hawk
- Far Cry
- Far Cry 3
- Spec Ops: The Line
- Dans Resident Evil 2, paru en 1998, quand on joue le scénario B, la capsule contenant le Tyran Mister X est larguée par un UH-60.

### Développement lié
- Sikorsky S-70
- Sikorsky HH-60 Pave Hawk
- Sikorsky HH-60 Jayhawk
- Sikorsky SH-60 Seahawk
- Piasecki X-49
- Harbin Z-20

### Aéronefs comparables
- Boeing-Vertol YUH-61 (en)
- UH-1 Iroquois
- Mil Mi-8/Mil Mi-17
- Eurocopter AS532 Cougar
- NHI NH90
- HAL Dhruv